# Mononcholaimus rusticus
Mononcholaimus rusticus är en rundmaskart som beskrevs av Hans August Kreis 1929. Mononcholaimus rusticus ingår i släktet Mononcholaimus och familjen Oncholaimidae. Inga underarter finns listade i Catalogue of Life.